# Faux Cap
Faux Cap est une commune urbaine malgache située dans l'extrême partie sud de la région d'Androy.